# GKS Futsal Tychy
GKS Futsal Tychy – tyski klub futsalowy występujący w drugiej klasie rozgrywkowej futsalu w Polsce. Klub powstał 19.03.1995 r.

## Historia
Od roku 1995 do 2003 klub grał pod nazwą FC Rotterdam Tychy. Po czterech latach istnienia klubu i kilku sukcesach w lokalnych rozgrywkach zarząd postanowił zgłosić drużynę do II ligi futsalu. Podczas sezonu 2003/04 drużyna grała jako FKR Tychy, a od sezonu 2005/06 jako FKR Jachym Tychy. Po awansie do I ligi klub połączył się z GKS Tychy '71 (5 czerwca 2006 r.) i pod nazwą GKS Jachym Tychy '71 przystąpił do swojego pierwszego sezonu w ekstraklasie futsalu.
Od sezonu 2010/11 związku z zakończeniem współpracy sponsorskiej z Firmą Transportowo-Handlową "Jachym", drużyna tyskiego klubu występująca w rozgrywkach ekstraklasy Polskiej Ligi Futsalu swoje mecze rozgrywa pod nazwą GKS Tychy.  Od sezonu 2011/12 już jako GKS Futsal Tychy zaczęła funkcjonować nowa drużyna, która powstała z połączenia trzech tyskich zespołów - GKS Tychy, Rodakowskiego Tychy oraz ABR Tychy. Na czele nowego projektu stanęli Michał Miziura (ABR), Grzegorz Morkis (GKS) oraz Sławomir Wróbel (Rodakowski).
W sezonie 2013/2014 GKS Futsal Tychy zajął ostatnie miejsce w Futsal Ekstraklasie i spadł do I ligi, w której gra do dziś.

## Występy w polskiej lidze
| Sezon   | Rozgrywki              | Uzyskane Miejsce                                                          |
| ------- | ---------------------- | ------------------------------------------------------------------------- |
| 1999/00 | II liga                |                                                                           |
| 2000/01 | II liga                |                                                                           |
| 2001/02 | II liga                | 4 (FC Rotterdam Tychy)                                                    |
| 2002/03 | II liga                | 3 (awans do baraży)                                                       |
| 2003/04 | II liga                | 5 (FKR Tychy)                                                             |
| 2004/05 | II liga                | 6                                                                         |
| 2005/06 | II liga                | 1 (awans)                                                                 |
| 2006/07 | I liga                 | 10 (GKS Jachym Tychy '71, utrzymanie po barażach)                         |
| 2007/08 | I liga                 | 6 (po sezonie reforma rozgrywek)                                          |
| 2008/09 | Ekstraklasa            | 7                                                                         |
| 2009/10 | Ekstraklasa            | 10 (utrzymanie po barażach)                                               |
| 2010/11 | Ekstraklasa            | 12 (GKS Tychy, spadek, wycofanie się po sezonie dwóch drużyn, utrzymanie) |
| 2011/12 | Ekstraklasa            | 10 (GKS Futsal Tychy)                                                     |
| 2012/13 | Ekstraklasa            | 9                                                                         |
| 2013/14 | Ekstraklasa            | 12 (spadek)                                                               |
| 2014/15 | I liga, gr. południowa | 7                                                                         |
| 2015/16 | I liga, gr. południowa | 4                                                                         |
| 2016/17 | I liga, gr. południowa | 6                                                                         |
| 2017/18 | I liga, gr. południowa | 4                                                                         |
| 2018/19 | I liga, gr. południowa | 6                                                                         |
| 2019/20 | I liga, gr. południowa | 8                                                                         |
| 2020/21 | I liga, gr. południowa | 8                                                                         |
| 2021/22 | I liga, gr. południowa | 4                                                                         |
| 2022/23 | I liga, gr. południowa | 3                                                                         |
| 2023/24 | I liga, gr. południowa | 3                                                                         |

## Sukcesy
- Pięciokrotny mistrz Miasta Tychy
- 2005/2006 - awans do I ligi (łącznie 8 sezonów w najwyższej lidze)
- 2007/2008 - 1/4 finału Halowego Pucharu Polski
- 2007/2008 - 6. miejsce w I lidze na koniec sezonu

## Obecny skład
Stan na 18 lutego 2021
Bramkarze
- Bartosz Gruszczyński
- Krzysztof Pieczonka
- Zbigniew Modrzik
- Bartosz Wróblewski
- Marcin Sitko

Zawodnicy z pola
- Tomasz Bernat
- Fabian Biernat
- Dawid Banaszczyk
- Szymon Cichy
- Paweł Lisiński
- Grzegorz Migdał
- Dawid Dwórznik
- Michał Słonina
- Franciszek Kumor
- Dawid Kochanowski
- Marek Kołodziejczyk
- Filip Krzyżowski
- Paweł Pytel
- Piotr Pytel
- Bartłomiej Sitko
- Bartosz Kokot
- Kacper Dudzik

## Sztab szkoleniowy
Stan na 18 lutego 2021
- Trener: Michał Słonina
- Asystent Trenera: Marek Kołodziejczyk
- Kierownik Drużyny: Zbigniew Modrzik

## Byli znani piłkarze
- Andrzej Szłapa